# Supercoppa d'Europa 1991-1992 (hockey su pista)
La Supercoppa d'Europa 1991-1992 è stata la 12ª edizione dell'omonima competizione europea di hockey su pista. Alla manifestazione hanno partecipato i portoghesi del Barcelos, vincitore della Coppa dei Campioni 1990-1991, e i connazionali dello Sporting CP, vincitore della Coppa delle Coppe 1990-1991.
A conquistare il trofeo è stato il Barcelos al primo successo nella sua storia.

## Squadre partecipanti
| Club        | Qualificazione                     | Partecipazioni precedenti (il grassetto indica la vittoria) |
| ----------- | ---------------------------------- | ----------------------------------------------------------- |
| Barcelos    | Detentore della Coppa dei Campioni | Esordiente                                                  |
| Sporting CP | Detentore della Coppa delle Coppe  | 1981-1982, 1985-1986                                        |

## Risultati
| Squadra 1 | Totale | Squadra 2   | Andata | Ritorno |
| --------- | ------ | ----------- | ------ | ------- |
| Barcelos  | 16 - 5 | Sporting CP | 11 – 2 | 5 – 3   |

| Barcelos 10 dicembre 1991 Finale di andata | Barcelos | 11 – 2 | Sporting CP | Pavilhão Municipal |

| Lisbona 18 dicembre 1991 Finale di ritorno | Sporting CP | 3 – 5 | Barcelos |  |